# Léo Ducros
Pour les articles homonymes, voir Ducros.
 Léo Ducros, né le 17 avril 2001 à Annecy, est un  skieur alpin français.

## Biographie
Il est le fils de Jean-Marc Ducros et de la skieuse Nathalie Bouvier, vice-championne du monde de descente en 1991.
Il est licencié au Club des Sports de La Plagne.
En janvier 2019, il fait ses débuts en Coupe d'Europe dans la descente de Chamonix.
En février 2019, il dispute le Festival olympique de la jeunesse européenne à Jahorina. Il y prend la 8e place du slalom géant. Le 15 février, au sein de l'équipe de France, il remporte l'épreuve par équipes, avec ses partenaires Marie Lamure, Caitlin McFarlane et Pablo Banfi. C'est la 1re fois que la France remporte cette compétition.
En mars de la même année, il est sacré champion de France de descente U18 (moins de 18 ans) aux Orres. Il est aussi vice-champion de France U18 du slalom géant et du combiné. Il rejoint le Comité de Savoie.
Le 31 mars 2021, il remporte le titre de champion de France de descente U21 (moins de 21 ans) à Châtel.

### Saison 2021-2022
Il intègre l'équipe de France Juniors et rejoint le team Excoffier.
Fin novembre 2021, il marque ses premiers points en Coupe d'Europe dans le super G de Zinal.
En mars 2022, il dispute ses premiers championnats du monde Juniors à Panorama. Il prend une excellente 4e place dans la descente, à seulement neuf centièmes de seconde du podium. Le lendemain il prend la 10e place du super G puis le surlendemain la 10e place du combiné.
Fin mars, aux championnats de France à Auron et Isola 2000, il fait le plein de médailles. Il devient vice-champion de France Elite en Parallèle (derrière Thibaut Favrot) et en combiné derrière Cyprien Sarrazin. Il est aussi triple champion de France U21 (moins de 21 ans) en descente, super G et combiné, ainsi que vice-champion U21 de slalom géant. 
Le 2 avril, il prend la 3e place du Super Slalom de La Plagne (slalom le plus long du monde) remporté par  Clément Noël.

### Saison 2022-2023
Il accède à l'équipe de France B. En décembre il obtient son premier top-15 en Coupe d'Europe en prenant une bonne 12e place dans le super G de Santa Caterina. Puis en janvier 2023 il réussit son premier top-10 en prenant la 10e place de la descente de Coupe d'Europe de Sella Nevea. En mars il décroche son premier podium de Coupe d'Europe en terminant troisième du super G des finales de Narvik, à seulement neuf centièmes des vainqueurs. Fin mars, il monte deux fois sur le podium des championnats de France aux Orres en se classant 3e de la descente et du combiné.

### Saison 2023-2024
En novembre 2023, il est sélectionné pour disputer les entrainements des descentes de coupe du monde de Zermatt (qui permettent de déterminer les 8 Français parmi 11 qui disputeront les courses). Mais ces descentes sont annulées en raison des conditions météo. Fin mars 2024, il termine au 18e rang du classement général de la coupe d'Europe de super G avec pour meilleur résultat une 6e place dans le super G de Saalbach en janvier.

### Saison 2024-2025
Il change de matériel en quittant Dynastar pour rejoindre Atomic. Il dispute sa première épreuve de coupe du monde le 29 décembre 2024 dans le super G de Bormio, qu'il finit à la 40e place. Il termine sa saison à nouveau à la 18e du classement de la coupe d'Europe de super G, après avoir obtenu 4 tops-15 dont une 9e place dans l'épreuve de Santa Caterina en décembre.

## Palmarès[20],[21]

### Coupe du monde
- 3 épreuves de Coupe du monde de disputées (à fin mars 2025)

### Championnats du monde juniors
| Épreuve / Édition      | Descente | Super G | Slalom géant | Slalom  | Combiné |
| Mondiaux 2022 Panorama | 4e       | 10e     | 13e          | Abandon | 10e     |

### Coupe d'Europe
- 12 tops-15 dont 4 tops-10 dont 1 podium :
  - 3e au Super G de Narvik en mars 2023

#### Classements
| Saison / Épreuve | Saison / Épreuve | Général | Général | Descente | Descente | Super G | Super G | Slalom géant | Slalom géant |
| ---------------- | ---------------- | ------- | ------- | -------- | -------- | ------- | ------- | ------------ | ------------ |
| Saison / Épreuve | Saison / Épreuve | Class.  | Points  | Class.   | Points   | Class.  | Points  | Class.       | Points       |
| 2022             | 2022             | 208e    | 5       | -        | -        | 74e     | 5       | -            | -            |
| 2023             | 2023             | 53e     | 160     | 30e      | 63       | 23e     | 94      | 83e          | 3            |
| 2024             | 2024             | 56e     | 132     | 35e      | 37       | 18e     | 95      | -            | -            |
| 2025             | 2025             | 59e     | 161     | 47e      | 20       | 18e     | 141     | -            | -            |

### Festival Olympique de la Jeunesse Européenne
| Épreuve / Édition  | Slalom géant | Slalom | Team event |
| FOJE 2019 Jahorina | 8e           | 23e    | Or         |

### Championnats de France

#### Élite
| Édition / Epreuve                                        | Descente | Super-G | Slalom géant | Slalom | Super combiné | Parallèle |
| -------------------------------------------------------- | -------- | ------- | ------------ | ------ | ------------- | --------- |
| Championnats 2019 Auron/Isola 2000                       | 28e      | 26e     | 22e          | 25e    | Abandon       | -         |
| Championnats 2021 Châtel / Saint-Jean-d'Aulps / Les Gets | 14e      | Abandon | 16e          | 19e    | Abandon       | -         |
| Championnats 2022 Auron/Isola 2000                       | 10e      | 7e      | 7e           | -      | Argent        | Argent    |
| Championnats 2023 Les Orres                              | Bronze   | 5e      | 8e           | -      | Bronze        | -         |
| Championnats 2024 Megève                                 | annulé   |         | 25e          |        | -             |           |
| Championnats 2025 Méribel                                | 7e       | 6e      | Abandon      |        | -             |           |

#### Jeunes
5 titres de Champion de France

##### Juniors U21 (moins de21 ans)
2022 à Auron / Isola 2000:
- Champion de France de descente
- Champion de France de super G
- Champion de France de combiné
- Vice-champion de France de slalom géant

2021 à Châtel:
- Champion de France de descente

##### Cadets U18 (moins de18 ans)
2019 aux Orres :
- Champion de France de descente
- Vice-champion de France de slalom géant
- Vice-champion de France du combiné